# فیتزپاتریک (آلاباما)
فیتزپاتریک (به انگلیسی: Fitzpatrick) شهرکی در شهرستان بولاک ایالت آلاباما است که مساحت آن ۱۰٫۸۷ کیلومترمربع است و در سرشماری سال ۲۰۱۰ میلادی، ۸۳ نفر جمعیت داشته و تراکم جمعیتی آن، ۷٫۶۴ در کیلومترمربع بوده است.